# Цай Юнь
Цай Юнь  (кит.: 蔡赟, 19 січня 1980) — китайський бадмінтоніст, олімпійський чемпіон і медаліст.
Володар Кубка Томаса (2004, 2006, 2008, 2010). Володар Кубка Судірмана (2005, 2007, 2009, 2011), срібний призер (2003).

## Виступи на Олімпіадах
| Олімпіада   | Дисципліна    | Місце |
| ----------- | ------------- | ----- |
| Афіни 2004  | парний розряд | 5T    |
| Пекін 2008  | парний розряд | 2     |
| Лондон 2012 | парний розряд | 1     |